# 第59艦隊兵站支援飛行隊 (アメリカ海軍)
第59艦隊兵站支援飛行隊（だい59かんたいへいたんしえんひこうたい、英: Fleet Logistics Support Squadron 59、略称：VR-59）は、アメリカ海軍艦隊兵站支援航空団隷下の輸送機部隊。愛称はローン・スター・エクスプレス（英: The Lone Star Express）。1982年10月1日に編成され、航空機による高優先度貨物輸送を担っている。テキサス州フォートワース海軍航空基地統合予備役航空基地に所在し、輸送機としてC-40Aを運用する。なお、アメリカ海軍の予備役飛行隊になっている。

## 歴代運用機
- 輸送機
  - C-9B
  - C-40A

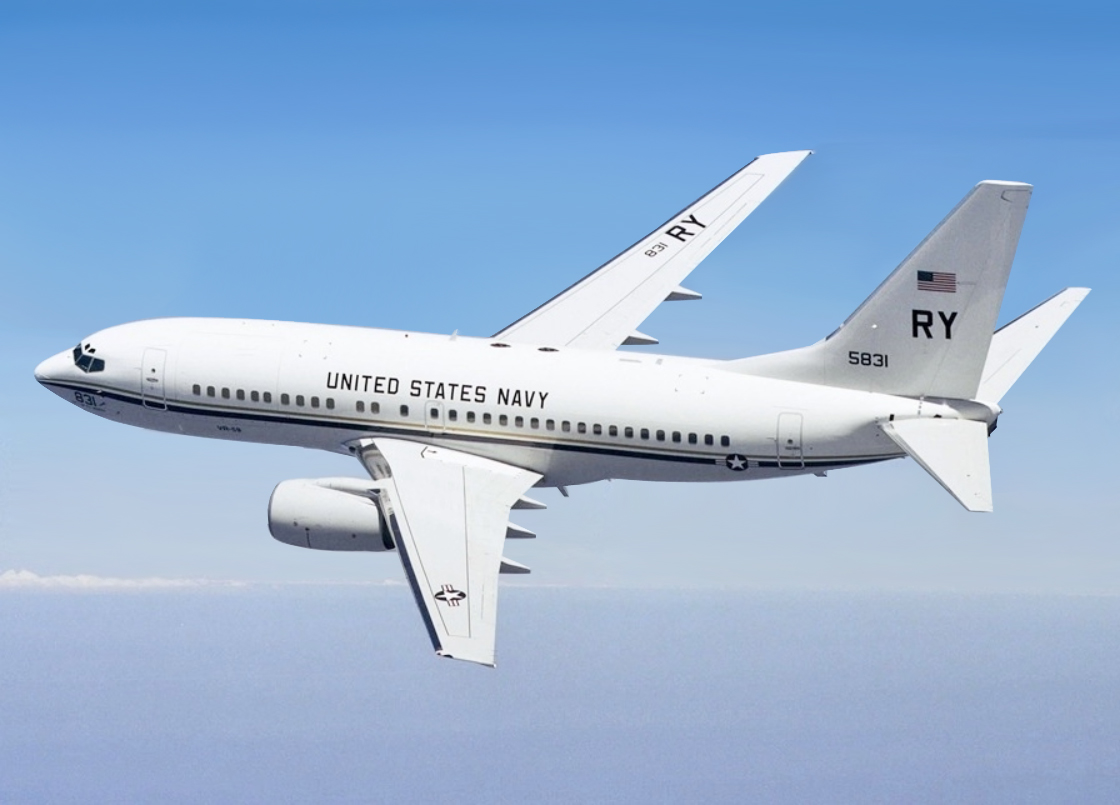
VR-59で運用するC-40A